# Nepenthes pervillei
Nepenthes pervillei este o specie de plante carnivore din genul Nepenthes, familia Nepenthaceae, ordinul Caryophyllales, descrisă de Carl Ludwig von Blume. Conform Catalogue of Life specia Nepenthes pervillei nu are subspecii cunoscute.

## Galerie de imagini

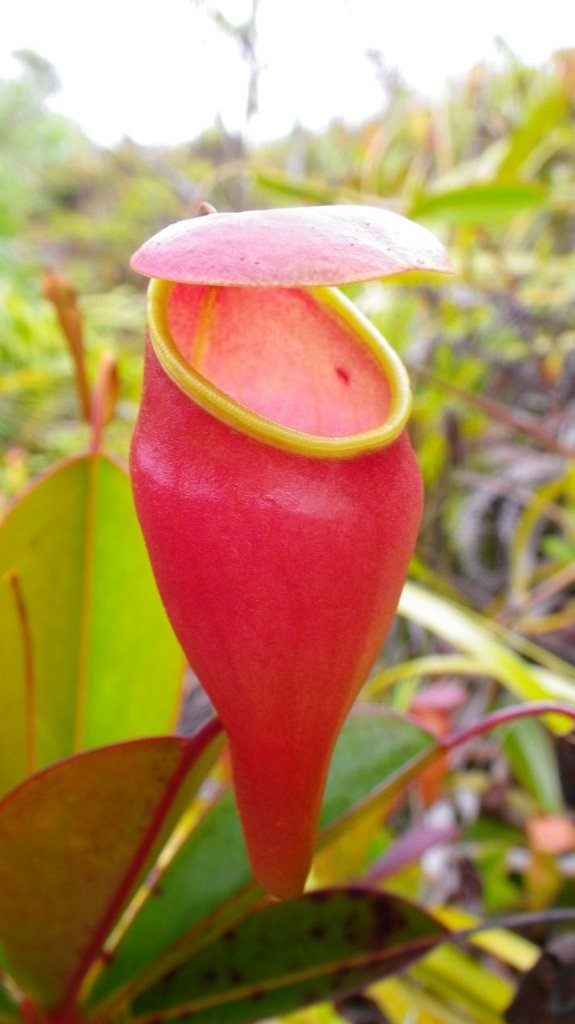
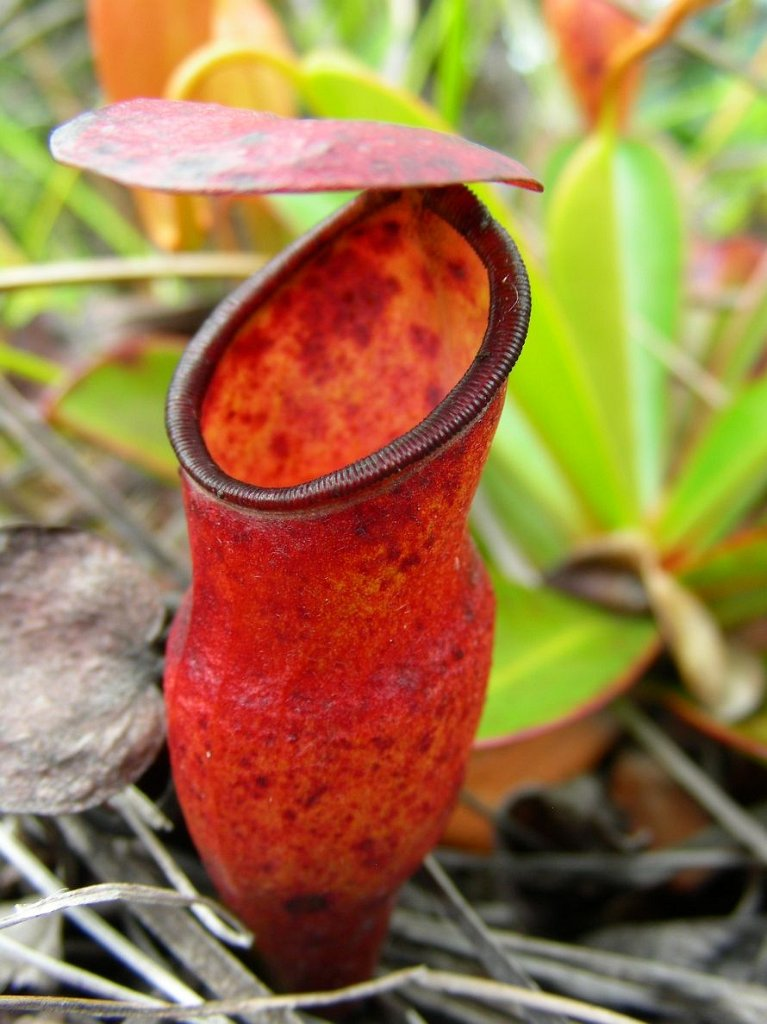
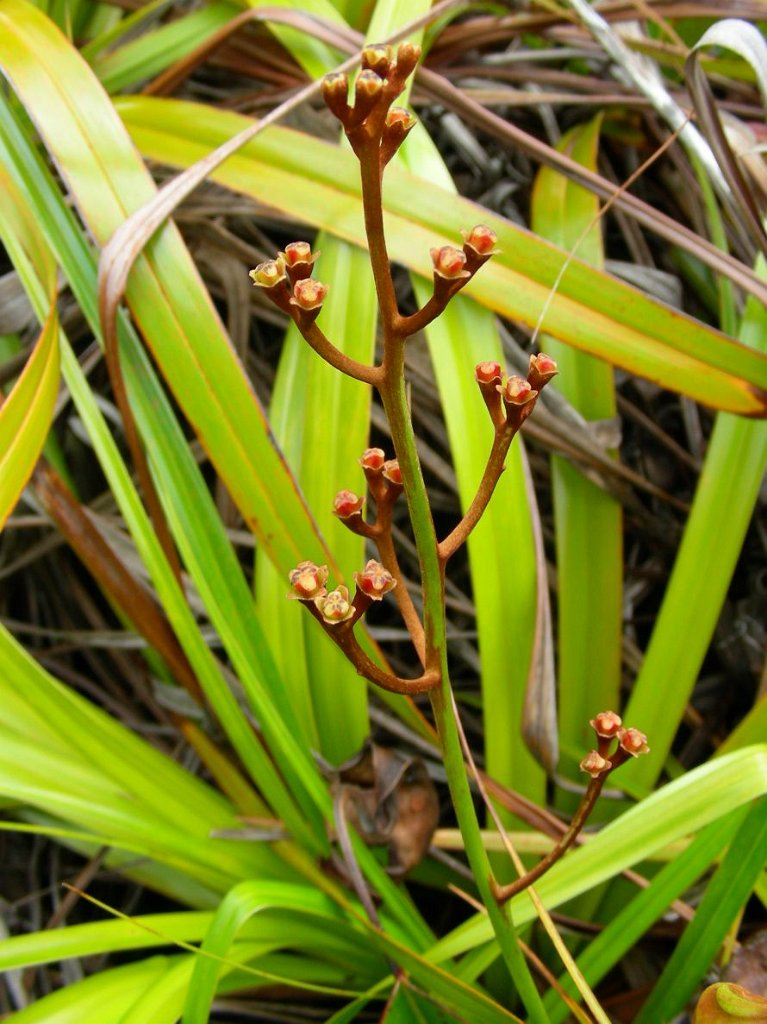
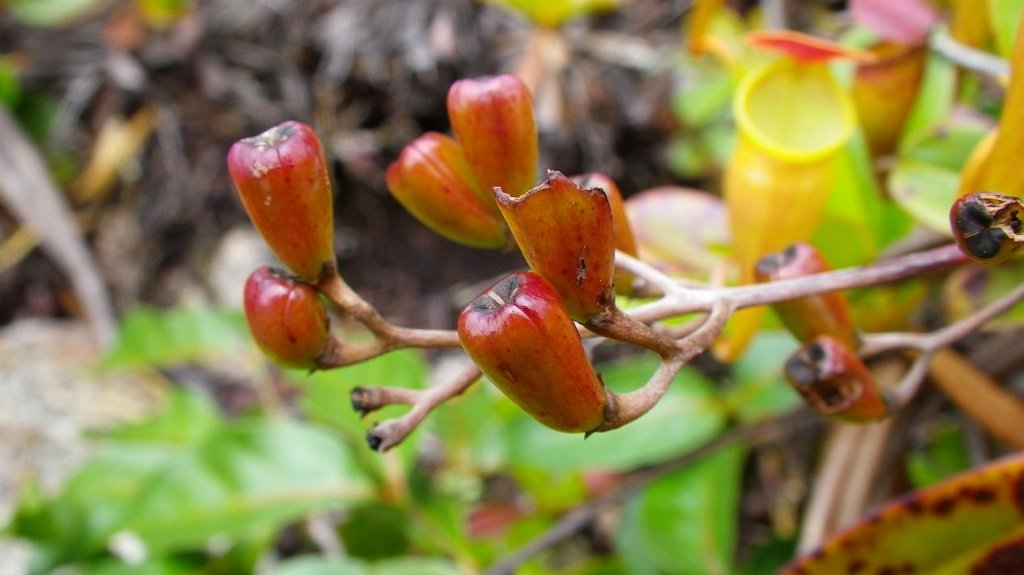
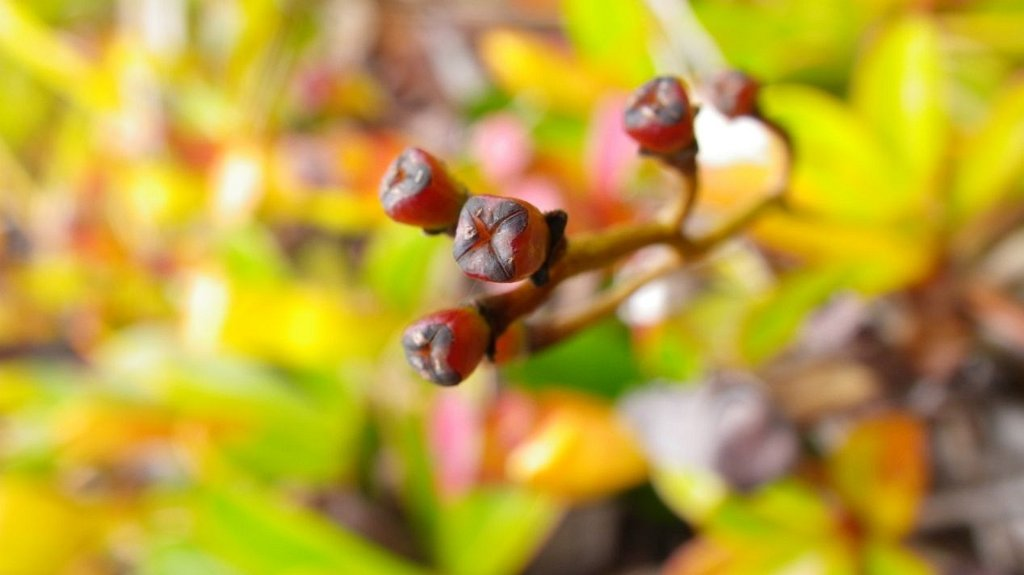
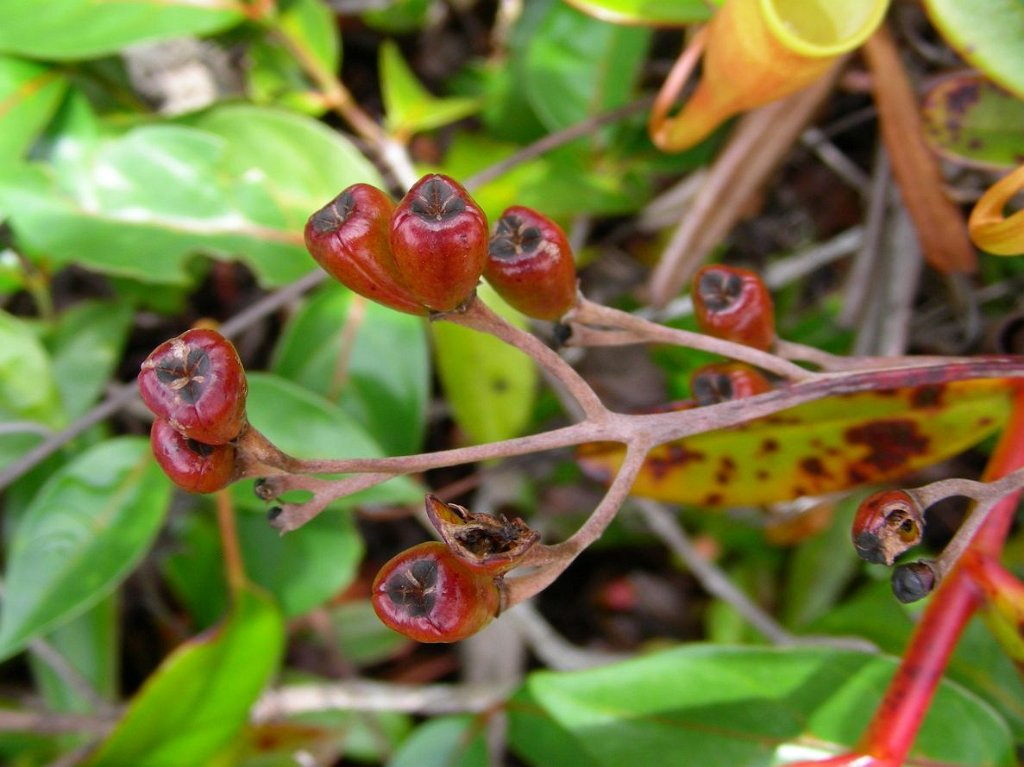